# 凱·帕克
凱·泰勒·帕克（英語：Kay Taylor Parker，1944年8月28日—2022年10月14日）是一名英國色情電影女演員，後來擔任形上學顧問和導師。她是自傳《禁忌：神聖，不可觸碰：跨越六千年的自傳之旅》的作者，該書記錄了她的生活，包括她作為成人電影演員的工作。

## 早期生活
凯·帕克出生于英国，在一个保守家庭长大，21岁时移居美国。移居美国后，她在进口业务方面取得了成功。在旧金山居住期间，她对表演产生了兴趣，并开始学习戏剧。

## 演艺生涯
20世纪70年代，演员约翰莱斯利建议帕克参演他即将上映的电影，帕克以此进入成人电影业。她参演的第一部电影问《'V'–The Hot One》，在电影中扮演非性爱角色。不久之后，色情导演安东尼斯皮内利说服她在《性爱世界》（1977）中出演她第一个性爱场景。尽管她进入成人电影行业的年龄比多数人要大，但她还是成为该领域的领军人物，而且常与年轻的主演搭档。她经常扮演成熟女性，如母亲、继母、富有的阿姨等，其中以《禁忌》（1980）中的角色最出名。80年代中期，她退出成人电影行业，在骑士家庭视频担任一段时间的公关代表，还出演了几部主流电影和电视剧，如《德克萨斯州的最佳小妓院》。

## 演艺生涯后
2001年，帕克编写自传《禁忌：神圣，不可触碰：跨越六千年的自传之旅》，自传中描述她的童年、成人行业的以及在形而上学的经历。现在帕克拥有一个国际YouTube频道，她在粉丝视频中回答有关灵学和灵学练习的个人成长。她会为支付精神咨询费的客户提供个人Skype服务。

## 奖项
- 1983年，因《甜蜜的小狐狸》获得美国成人电影协会奖最佳女配角[10]
- AVN名人堂[11]
- 1990年，入选XRCO名人堂[12]